# Unan1mous
Unan1mous (Unanimous) è stato un format statunitense, a metà strada tra un game-show e un reality, andato in onda per la prima volta negli Stati Uniti nel marzo 2006 su FOX.
Nove sconosciuti vengono rinchiusi in un bunker e vi rimarranno fino a quando non hanno deciso all'unanimità a chi assegnare il ricco montepremi in palio. I concorrenti sono isolati dal mondo esterno: nel caso in cui uno di loro decidesse di abbandonare volontariamente il gioco, il montepremi verrebbe ridotto di un terzo. Il programma è di durata incerta: potrebbe finire alla prima puntata o durare fino ad un massimo di 4-5 settimane. Il gioco termina con il raggiungimento dell'unanimità tra i 9 partecipanti su chi tra loro sia il destinatario del montepremi (un milione e mezzo di euro), ottenendo gli 8 voti (rigorosamente segreti) degli altri compagni.
Non ci sono né nomination né televoto: finché non raggiungono l'unanimità, i 9 concorrenti continuano a votare ad oltranza, ma tra un voto e l'altro imparano a conoscersi affrontando dibattiti su tematiche politiche e sociali. Possono esserci veri e propri appelli al voto ed è anche possibile mentire sulla propria vita; è però vietato fare leva su promesse di beneficenza. Le telecamere seguono la vita nel bunker 24 ore su 24, ogni partecipante ha una propria stanza e i pasti vengono portati dall'esterno. Nel caso in cui l'esito di una votazione non sia unanime, vengono inflitte delle penalità più o meno gravi (come, ad esempio, la discesa costante del montepremi) in modo da aumentare la pressione sui concorrenti inducendoli a trovare una soluzione comune.
Ci possono essere delle eliminazioni, ma sono sempre temporanee e mai definitive: il concorrente escluso non può più concorrere alla vittoria finale, ma prende comunque parte alle votazioni continuando la propria vita nel bunker.
Nel caso in cui non si raggiunga l'unanimità nei tempi prestabiliti, il montepremi non verrebbe assegnato; anche perché il montepremi (finito il tempo) è generalmente ridotto a zero.
La conduzione dell'unica edizione italiana è stata affidata a Maria de Filippi, e non ha avuto buoni ascolti.

## Trasmissione internazionale
La versione statunitense del programma è stata trasmessa anche in Australia, su Fox8, nei Paesi Bassi, su RTL5, ed in Svezia, su TV6.

## Versioni internazionali
- India: The Player (Channel V, 2009)
- Italia: Unan1mous (Canale 5, 2006)
- Kenya: Unan1mous
- Norvegia: Unan1mous
- Regno Unito: Unanimous
- Russia: Kto NE chočet stat" millionerom?
- Spagna: Unan1mous